# Babosdöbréte
Babosdöbréte là một thị trấn thuộc hạt Zala, Hungary. Thị trấn này có diện tích 12,52 km², dân số năm 2010 là 522 người, mật độ 42 người/km².